# Золота Корона
Платіжна система «Золота Корона» — російська платіжна система, зареєстрована Банком Росії відповідно до вимогою федерального закону «Про національну платіжну систему» 20 грудня 2012 (свідоцтво про реєстрацію № 0012, включена до реєстру операторів платіжних систем на сайті ЦБ[прояснити]. 
Оператор та розрахунковий центр Платіжної системи — РНКО ТОВ «Платіжний Центр» (входить до Групи Компанія «Центр фінансових технологій», далі ЦФТ), операційно-кліринговий центр — ЗАТ «Золота Корона».
17 жовтня 2016 року, указом Президента України, була введена заборона на діяльність платіжної системи на території України. Ця заборона є складовою частиною санкцій України проти Росії введених за анексію Криму і агресію на Донбасі.